# Standard Bank Centre
Das Standard Bank Centre (auch das Hanging Building oder 78 Fox Street) ist ein Hochhaus (teilweise auch als „Wolkenkratzer“ bezeichnet) in Johannesburg, Südafrika. Es befindet sich Ecke 27 Simmonds Street und 78 Fox Street im Central Business District in der City. Es wurde 1966–1968 als erstes Hochhaus in Johannesburg errichtet und ist 139 m hoch. Bis 1990 war es der Sitz der Standard Bank.
Das Gebäude wurde in Hängebauweise von den oberen Stockwerken beginnend errichtet, nachdem zuerst der tragende Kern gebaut worden war. Als Bauingenieure waren Ove Arup & Partner für das Projekt verantwortlich.

## Gebäude
Die Herausforderung für die Architekten Hubert Petschnigg (1913–1997) und Helmut Hentrich (1905–2001) (HPP Hentrich-Petschnigg & Partner), die das Hochhaus gemeinsam mit dem britisch-dänischen Ingenieur und Tragwerksplaner Ove Arup (1895–1988) planten, lag im damals begrenzten Bauplatz in der beengten City von Johannesburg der 1960er Jahre. Um auf der kleinen Baustelle das hohe Gebäude errichten zu können, entschieden sich die Planer für die spektakuläre Hängebauweise.
Zuerst wurde der Stahlbeton-Kern mit Treppenhaus, Liften und den haustechnischen Anlagen errichtet. Auf diesen wurden auf drei Ebenen Beton- und Stahlträger als Kragarme montiert, welche noch jetzt an der Fassade zu sehen sind. Jeweils ein Viertel einer Geschossdecke wurde mit Hilfe von Plastikschalungen vor Ort betoniert, die den Rohbaubetonplatten ein charakteristisches Aussehen gaben, und durch einen speziellen Lift gehoben. So wurden die einzelnen Geschosse von oben her von den drei Tragebenen fertiggestellt. Stahltragbalken mit 1,5 m Höhe und 24,6 m Länge an der Außenseite dienen als Balustraden für die Fassade. Der Beton musste in der Nacht geliefert werden, da der Verkehr dies nicht anders zuließ. Das Aussehen des Gebäudes wird durch die Verwendung von Beton, Stahl und Glas geprägt.
Das Hochhaus hat fünf Keller- und 34 Obergeschosse, in den beiden untersten Geschossen befinden sich heute die Computer- und die Aufzugszentrale. Zwei Technikgeschosse gliedern den Baukörper vertikal in drei Teile. Die Fenster wurden mit gefärbtem und verspiegeltem Verbundscheibenglas als Sonnenschutz ausgeführt. Für die Reinigung der Fenster eignen sich die 60 cm breiten Balustraden der Fassade, sodass kein Fensterputzlift nötig ist. Die Klimaanlagen sind in den Ecken der Fassade untergebracht. Durch die abgehängte Konstruktion ergeben sich 9,7 m breite, stützenfreie Büroräume.